# Nikki Websterová
Nikki Marie Websterová, nepřechýleně Nicole Marie Webster (* 30. dubna 1987, Sydney) je australská popová zpěvačka. Proslavila se už jako třináctiletá svým vystoupením na slavnostních ceremoniálech Letních olympijských her 2000 v Sydney.

## Kariéra
Už v dětském věku vystupovala na scéně i v reklamě (v šesti letech v reklamě na Twisties). V letech 1994 a 1995 absolvovala první výraznější vystoupení v televizi (např. v australském seriálu Home and Away). Studovala divadlo, balet, zpěv a muzikálové herectví na McDonaldově školu jevištních umění v sydneyské čtvrti North Strathfield. V sezóně 1997-98 vystupovala v roli mladé Cosetty v muzikálu Bídníci, o rok později získala roli Brigitty von Trappové v muzikálu Za zvuků hudby.
Pro Letní olympijské hry 2000 nazpívala písně Under the Southern Skies a We'll Be One, která vydaná jako singl byla odměněna zlatou deskou.
Po olympijském úspěchu podepsala kontrakt se společností BMG, její první singl Strawberry Kisses se dostal na druhé místo v australských hitparádách roku 2001 a získal platinovou desku, stejně jako její debutové album Follow Your Heart. Ztvárnila roli Dorotky v muzikálu Čaroděj ze země Oz.
Výborný obchodní ohlas mělo i druhé album BLISS vydané v roce 2002. U BMG vydala i několik dalších singlů a cover-verzí, ale krátce poté, co se do prodeje dostala kompilace jejích největších hitů, smlouvu se společností rozvázala.
V roce 2006 Websterová v médiích oznámila, že pracuje v Nashvillu na svém dalším albu, které ale do konce roku 2008 nebylo vydáno.
V květnu 2007 hrála Sheilu v perthské produkci muzikálu Vlasy.

## Diskografie

### Alba
- 2001 – Follow Your Heart
- 2002 – BLISS
- 2004 – Let's Dance
- 2004 – The Best of Nikki Webster